# Instituto Nacional de Pesquisas Espaciais
Het Instituto Nacional de Pesquisas Espaciais (INPE) (Nationaal Instituut voor ruimteonderzoek) is een Braziliaanse wetenschappelijke overheidsinstelling voor het onderzoek van en vanuit de ruimte. De instelling heeft vestigingen in een twaalftal Braziliaanse steden, en een hoofdkwartier in São José dos Campos (staat São Paulo).
Het Instituut heeft tot doel wetenschappelijke studies en onderzoek te verrichten, technologische ontwikkelingen te verkennen en human resources management te voeren op het gebied van de ruimtewetenschappen, van ruimtevaarttechnologie en -toepassingen, en de meteorologie. Deze doelstellingen werden geformuleerd door het Ministerie voor wetenschap, technologie en innovatie (Portugees: Ministério da Ciência, Tecnologia, Inovações e Comunicações). De activiteiten van het INPE moeten aantonen dat het inzetten van wetenschap en technologie van de ruimte de levenskwaliteit van de Braziliaanse bevolking en de ontwikkeling van het land ten goede komen.
Het Instituut voert ook onderzoek naar kernfusie, meer bepaald met het ontwerpen en bouwen van een tokamak-installatie.
INPE heeft ook een programma voor satellietwaarnemingen. Een onderdeel daarvan, het China-Brazil Earth-Resources Satellite programma (CBERS), verloopt in samenwerking met China. In augustus 2019 liep het Instituut internationaal in de kijker met de publicatie van satellietbeelden van de natuurbranden in het Amazonegebied.